# John O’Brien (Fußballspieler)
John Patrick O’Brien (* 29. August 1977 in Los Angeles, Kalifornien) ist ein ehemaliger US-amerikanischer Fußballspieler. Der Nationalspieler der Vereinigten Staaten nahm an den Weltmeisterschaften 2002 und 2006 teil. Zu seinen Stärken gehörte seine vielseitige Einsatzmöglichkeit sowohl im zentralen Mittelfeld als auch auf den Außenpositionen und seine mit dem linken Fuß geschlagenen Flanken.

## Sportlicher Werdegang
John O’Brien trat im Alter von zwölf Jahren erstmals einem Fußballverein bei und absolvierte 14-jährig beim niederländischen Verein Ajax Amsterdam ein erstes Probetraining. Im Sommer 1994 schloss er sich dann der renommierten Jugendabteilung von Ajax an, nachdem ihm der damalige Jugendtrainer Co Adriaanse zuvor in seiner Heimat in Kalifornien besucht hatte. Dabei hatte O’Brien im Jahr 1993 bereits an der FIFA U-17-Weltmeisterschaft in Japan teilgenommen, wo die US-amerikanische Nachwuchsauswahl den siebten Platz belegt hatte.
Während er fortan in der Ajax-Akademie weiter ausgebildet wurde, spielte er weiterhin in den Jugendnationalmannschaft seines Landes und nahm 1997 für Ajax an dem Dallas Cup teil, wo er mit seinem Verein im Elfmeterschießen erst an dem brasilianischen Klub AC Vitória scheiterte. Darüber hinaus war er Bestandteil der Mannschaft, die bei der U20-Weltmeisterschaft in Malaysia agierte. Im März 1998 unterschrieb O’Brien bei den Ajax-Profis einen ersten Dreijahresvertrag und kam nur einen Monat später in Wien beim Sieg gegen Österreich zu seinem Debüt in der A-Nationalmannschaft.
O’Brien wurde in der Saison 1998/99 an den Ligakonkurrenten FC Utrecht ausgeliehen und kam dort zu 19 Einsätzen, wobei er sich zum Saisonende am Fuß verletzte. Er kehrte nach diesem einen Jahr nach Amsterdam zurück und etablierte sich dort nach seinem Einstand im UEFA-Pokal, als er für Aron Winter eingewechselt wurde, fortan in der Ehrendivision immer mehr zu einem Stammspieler, wobei ihm meist die Aufgabe des linken Außenverteidigers zugeteilt wurde. Seine Einsätze in der Nationalmannschaft waren fortan sehr limitiert, da ihn sowohl Verpflichtungen bei Ajax als auch immer wieder aufkommende Verletzungen hinderten. Nach seinem einzigen Länderspiel 1999 – als er für eine US-amerikanische U-23-Auswahl ein Freundschaftsspiel gegen den FC Liverpool absolvierte – nahm er jedoch im Jahr 2000 an dem olympischen Fußballturnier in Sydney teil und errang dort den vierten Platz.
Im Jahr 2000 schoss O’Brien beim 7:0-Sieg gegen Barbados in einem Qualifikationsspiel zur WM 2002 in Japan und Südkorea sein erstes Tor, musste jedoch für Ajax aufgrund von Verletzungsproblemen einen Großteil der Saison 2000/01 pausieren. Erst im Mai 2001 konnte er sein Comeback feiern und spielte dabei als Rechtsverteidiger.
Der nur etwa 1,73 Meter große O’Brien war ein zentraler Spieler bei der erfolgreichen Qualifikation der US-Auswahl zur WM 2002, für die er dann nach einer erfolgreichen Vereinssaison als niederländischer Meister und Amstel-Cup-Sieger auch nominiert wurde. Bei der Weltmeisterschaft selbst stand er in allen fünf Partien auf dem Platz, verpasste dabei keine Minute und steuerte beim anfänglichen 3:2-Sieg gegen Portugal das Tor zum 1:0 bei. Zudem bereitete er den Führungstreffer von Clint Mathis gegen Südkorea vor. Seine Leistungen im defensiven Mittelfeld und als Spielmacher wurden von der Fachwelt in höchstem Maße anerkannt.
Zurück bei seinem Verein spielte O’Brien nun auch erstmals in der Champions League und war im Viertelfinale gegen den AC Mailand der erste US-Amerikaner, der in diesem Wettbewerb vertreten war. Ein Achillessehnenriss in der Saison 2003/04 hatte dann jedoch zur Folge, dass O’Brien sowohl bei Ajax als auch in der Nationalmannschaft lange Zeit aussetzen musste. Er wurde dann im Februar 2005 an den Verein ADO Den Haag abgegeben, wo er allerdings in einer erneut durch Verletzungen geplagten Zeit auch nur zu drei Spielen kam. Er wechselte daraufhin erstmals in seiner Karriere in die MLS, um dort in seiner Heimatstadt für den nur ein Jahr zuvor gegründeten Verein CD Chivas USA zu spielen. Trotz der längeren Abwesenheit in der Nationalmannschaft wurde O’Brien dann am 2. Mai 2006 in den Kader für WM 2006 in Deutschland berufen. Im ersten Spiel gegen Tschechien zog er sich allerdings eine Verletzung zu und konnte während des weiteren Turnierverlaufes nicht mehr eingesetzt werden. Das WM-Spiel war zugleich sein letztes Spiel in seiner Karriere, 2008 erklärte er in einem Interview, dass er seine Karriere wegen anhaltender Verletzungsprobleme beendet hat.

## Erfolge
- Niederländischer Meister: 2002, 2004
- Amstel-Cup-Gewinner: 2002